# Resultados do Carnaval de São Paulo em 2004
Nesta página estão listados os resultados do Carnaval de São Paulo no ano de 2004. Os desfiles foram realizados entre os dias 20 e 27 de fevereiro de 2004.

## Escolas de samba
O carnaval do Grupo Especial foi temático, em comemoração ao aniversário de quatrocentos e cinquenta anos de São Paulo. Todas as escolas escolheram enredos relacionados à história da cidade. O ano também foi marcado pela criação do Supercampeonato, realizado durante o desfile das campeãs, reunindo dez escolas - as oito primeiras colocadas do Grupo Especial, além das duas primeiras do Grupo de Acesso.A Mocidade Alegre conquistou seu quinto título de campeã, quebrando o jejum de 24 anos sem vitórias na elite do carnaval, com um desfile sobre os imigrantes. O título anterior da escola foi conquistado em 1980. O enredo "Do Além-Mar à Terra da Garoa... Salve Esta Gente Boa!" foi assinado pelo carnavalesco Nelson Ferreira, que venceu pela primeira vez. A escola também conquistou o Supercampeonato, levando o "Troféu São Paulo 450 Anos".A X-9 Paulistana foi vice-campeã pela primeira vez em sua história por apenas 0,50 de diferença para o Mocidade com um desfile sobre a diversidade gastronômica de São Paulo. Pelo critério de desempate, o Império de Casa Verde ficou com a terceira colocação fazendo um desfile sobre os heróis da mitologia paulistana.
Após três anos na elite, a Unidos do Peruche foi rebaixada para o Grupo de Acesso. Campeã nos dois anos anteriores, o Gaviões da Fiel também foi rebaixado para a segunda divisão após treze anos no Grupo Especial. A escola enfrentou problemas ao final do desfile com sua última alegoria, que teve problemas no eixo e ficou presa na caixa de som do Sambódromo, chegando a derrubar um dos relógios localizados ao final do trajeto do desfile. Antes mesmo da apuração, foi penalizada com a perda de 8 pontos pelo estouro da cronometragem. Aos 8 anos de existência, a Mancha Verde venceu o Grupo de Acesso e foi promovida para o Grupo Especial pela primeira vez com um enredo sobre a imigração italiana em São Paulo, tornando-se a segunda escola oriunda de uma torcida organizada a desfilar na elite. Vice-campeã, Tom Maior também foi promovida ao Grupo Especial, de onde estava afastada desde o ano 2000. A Primeira da Aclimação venceu o Grupo 1A.

### Grupo Especial
Os desfiles do grupo especial ocorreram nos dias 20 e 21 de fevereiro no sambódromo do Anhembi.
Ordem de Desfile
| Sexta-feira (20/02/2004) | Sábado (21/02/2004) |
| 1. Unidos do Peruche 2. Acadêmicos do Tatuapé 3. Camisa Verde e Branco 4. Águia de Ouro 5. Gaviões da Fiel 6. Unidos de Vila Maria 7. X-9 Paulistana 8. Acadêmicos do Tucuruvi | 1. Barroca Zona Sul 2. Imperador do Ipiranga 3. Rosas de Ouro 4. Vai-Vai 5. Leandro de Itaquera 6. Império de Casa Verde 7. Mocidade Alegre 8. Nenê de Vila Matilde |

Classificação
| Legenda: Campeã Rebaixada |

| Col. | Escola                 | Enredo | Pontos |
| ---- | ---------------------- | --- | ------ |
| 1    | Mocidade Alegre        | Do Além-Mar à Terra da Garoa... Salve Esta Gente Boa                                                             | 200,00 |
| 2    | X-9 Paulistana         | Se Vens a Minha Casa Com Deus no Coração. Senta-te à Mesa e Come do Meu Pão                                      | 199,50 |
| 3    | Império de Casa Verde  | O Novo Espelho de Narciso. Um Delírio Sobre os Heróis da Mitologia Paulistana                                    | 199,50 |
| 4    | Nenê de Vila Matilde   | A Águia Voa Para o Futuro, que Legal! É Bienal no Carnaval                                                       | 199,00 |
| 5    | Rosas de Ouro          | Dos Campos de Piratininga à Grande Metrópole. A História de São Paulo em Monumentos                              | 199,00 |
| 6    | Unidos de Vila Maria   | São Paulo no Coração do Brasil. Parabéns pra Você                                                                | 198,50 |
| 7    | Acadêmicos do Tucuruvi | Tá na Mesa! CEAGESP é Fome Zero                                                                                  | 198,00 |
| 8    | Águia de Ouro          | Sou Mais São Paulo... Ana Maria Braga Conta 450 Anos da Culinária Paulistana                                     | 197,50 |
| 9    | Acadêmicos do Tatuapé  | Agradeço ao Índio que Cuidou, a Você que Desbravou e a Todos que Fizeram Crescer - Tatuapé, Minha Vida, Meu Amor | 196,50 |
| 10   | Camisa Verde e Branco  | No Reinado da Folia o Povo Quer Ver: Minha História, 50 Anos de Glórias Brindando a São Paulo da Garoa com você  | 196,50 |
| 11   | Vai-Vai                | Quer Conhecer São Paulo? Vem no Bixiga Pra Ver...                                                                | 196,00 |
| 12   | Leandro de Itaquera    | São Paulo, 450 Anos. No Palco da Cultura que Artista Sou Eu?                                                     | 191,50 |
| 13   | Imperador do Ipiranga  | Ipiranga, Berço Esplêndido de um Povo Heróico                                                                    | 191,00 |
| 14   | Barroca Zona Sul       | "450 Anos de Fé". Um Encontro no Coração do Brasil                                                               | 190,00 |
| 15   | Unidos do Peruche      | São Paulo é Como Coração de Mãe... Sempre Cabe Mais Um                                                           | 186,50 |
| 16   | Gaviões da Fiel        | Idéias e Paixões - Combustíveis das Revoluções                                                                   | 185,50 |

### Grupo de Acesso
Os desfiles do grupo de acesso ocorreram no dia 22 de fevereiro no sambódromo do Anhembi.
Classificação
| Legenda: Promovida Rebaixada |

| Col. | Escola              | Enredo                                                                         | Pontos |
| ---- | ------------------- | ------------------------------------------------------------------------------ | ------ |
| 1    | Mancha Verde        | A Saga Italiana em Terra Paulistana                                            | 200,00 |
| 2    | Tom Maior           | Deus Ajuda Quem Cedo Madruga Nesta Cidade que Nunca Para                       | 199,00 |
| 3    | Unidos de São Lucas | São Paulo 450 Anos. A Periferia Faz a Festa no Anhembi                         | 195,50 |
| 4    | Pérola Negra        | Oh! Mada... Oh! Madalena. Das Suas Tribos, Pérola Negra Faz Seu Canto          | 194,50 |
| 5    | Camisa 12           | De Porto Geral ao Nosso Carnaval, 25 de Março 110 Anos de Bom, Bonito e Barato | 189,50 |
| 6    | Prova de Fogo       | A Festa dos Povos no Portal do Mundo                                           | 188,00 |
| 7    | Morro da Casa Verde | Municipal, Da Construção às Apresentações o Palco Cultural Paulistano          | 187,00 |
| 8    | Colorado do Brás    | Da Nobreza ao Popular, São Paulo dá Uma Colher de Chá                          | 178,50 |

### Grupo 1A
Os desfiles do grupo 1A ocorreram no dia 23 de fevereiro.
Classificação
| Legenda: Promovida Rebaixada |

| Col. | Escola                         | Enredo                                                                        | Pontos |
| ---- | ------------------------------ | ----------------------------------------------------------------------------- | ------ |
| 1    | Primeira da Aclimação          | São Paulo 450 Anos: A Primeira da Aclimação Vem Homenageando Seu Carnaval     | 296,50 |
| 2    | Combinados de Sapopemba        | Soy Latino Americano – Soy Loco por ti São Paulo Capital do Mercosul          | 293,50 |
| 3    | Passo de Ouro                  | A Máquina do Tempo, Ainda Há Muito Tempo de Amar e Preservar                  | 292,50 |
| 4    | Flor de Liz                    | Essa Gente Paulistana                                                         | 291,00 |
| 5    | Imperatriz da Paulicéia        | Rio Tietê e Sua Influência Nesses 450 Anos da Cidade de São Paulo             | 286,50 |
| 6    | Flor da Vila Dalila            | Do Lado Direito da Rua Direita                                                | 282,50 |
| 7    | Unidos do Vale Encantado       | São Paulo 450 Anos                                                            | 281,50 |
| 8    | União Independente da Zona Sul | Em uma Viagem de Emoção, Campos de Jordão Parabeniza São Paulo                | 274,00 |
| 9    | Brinco da Marquesa             | Brinco da Marquesa no Palácio das Ilusões entre Plumas, Paetês e Comemorações | 273,50 |
| 10   | Tradição da Zona Leste         | São Paulo de Todos os Tempos                                                  | 264,50 |

### Grupo 2
Os desfiles do grupo 2 ocorreram no dia 23 de fevereiro.
Classificação
| Legenda: Promovida Rebaixada |

| Col. | Escola                              | Enredo | Pontos |
| ---- | ----------------------------------- | --- | ------ |
| 1    | Dragões da Real                     | São Paulo Cosmopolita – A Cidade do Mundo                                                                            | 197,50 |
| 2    | União Imperial                      | Viagem Encantada | 195,00 |
| 3    | Lavapés                             | Boa Noite São Paulo – Luzes, Câmeras, Ação!                                                                          | 193,50 |
| 4    | Império do Cambuci                  | Um Passeio ao Zoológico                                                                                              | 193,50 |
| 5    | Unidos de São Miguel                | São Paulo, Um Coração de Mãe                                                                                         | 193,00 |
| 6    | Dom Bosco                           | Itaquera, Sem Regresso, da Maria Fumaça ao Progresso                                                                 | 192,00 |
| 7    | Império Lapeano                     | Lapa Passagem Obrigatória na História da Cidade de São Paulo                                                         | 190,50 |
| 8    | Príncipe Negro da Cidade Tiradentes | Sampa Turismo Divirta-se. Uma Visão Turística de São Paulo                                                           | 190,00 |
| 9    | Só Vou Se Você For                  | Fique de Olho. Não Precisa Pagar Para Ver. A “Só Vou Se Você For” Mostra uma Maneira Diferente de Enxergar São Paulo | 186,50 |
| 10   | Acadêmicos do Ipiranga              | Ipiranga de Todos Nós                                                                                                | 185    |
| 11   | Flor da Zona Sul                    | Lendas e Magia nas Águas Místicas da Lagoa Vermelha - Guarapiranga                                                   | 85     |
| 12   | Estação Primeira do Itaim           | Quatro Séculos e Meio de História, Minha São Paulo Que Te Quero Verde                                                | 84     |

### Grupo 3 Oeste
Os desfiles do grupo 3 Oeste ocorreram no dia 23 de fevereiro.
Classificação
| Legenda: Promovida Rebaixada |

| Col. | Escola                     | Enredo                                                                | Pontos |
| ---- | -------------------------- | --------------------------------------------------------------------- | ------ |
| 1    | Estação Invernada          | São Paulo nos Trilhos da Estrada de Aço é um Eldorado de Encantos     | 98,5   |
| 2    | União da Vila Albertina    | A Epopéia dos Bandeirantes                                            | 98,5   |
| 3    | Iracema, Meu Grande Amor   | Ó Freguesia, Seu Largo da Matriz... E a Cidade aos Seus Pés           | 98,0   |
| 4    | Valença de Perus           | CEAGESP – Terra da Garoa! Êta Feira Boa. Parabéns São Paulo Meu Amor  | 97,0   |
| 5    | Cachoeira Império do Samba | Parabéns Cachoeirinha                                                 | 96,5   |
| 6    | Portela da Zona Sul        | São Paulo das Mil Faces                                               | 96,5   |
| 7    | Sai da Frente              | Parabéns São Paulo! O Teatro Faz a Festa no Palco da Cidade           | 95,0   |
| 8    | Boêmios da Vila            | Dia e Noite, Noite e Dia, Cidade de Mil Faces                         | 94,0   |
| 9    | Em Cima da Hora            | De São Paulo para o Mundo... Tributo ao Paulistano José Mojica Marins | 92,5   |
| 10   | Raiz da Zona Sul           | Jabaquara, o Amor Pela Cidade de São Paulo                            | -37,5  |

### Grupo 3 Leste
Os desfiles do grupo 3 Leste ocorreram no dia 23 de fevereiro.
Classificação
| Legenda: Promovida Rebaixada |

| Col. | Escola                              | Enredo                                                                     | Pontos |
| ---- | ----------------------------------- | -------------------------------------------------------------------------- | ------ |
| 1    | Torcida Jovem                       | Torcida Jovem é Aricanduva, Terra de um Povo Guerreiro Sonhador e Sambista | 100,0  |
| 2    | Uirapuru da Mooca                   | Tietê, A Flor de Nossa Navegação                                           | 99,0   |
| 3    | União Independente da Vila Prudente | Os Sete Cantos da Cidade                                                   | 98,5   |
| 4    | Dragões de São Miguel               | São Paulo Sobre os Trilhos... O Cotidiano do Povo Paulistano               | 98,5   |
| 5    | Malungos                            | Adoniran, O Paulista Que Se Eternizou                                      | 97,5   |
| 6    | Primeira da Cidade Líder            | São Paulo de Piratininga – Pequena História de uma Grande Cidade           | 95,5   |
| 7    | Explosão da Zona Norte              | Do Triângulo ao Esplendor                                                  | 94,5   |
| 8    | Unidos de Guaianases                | De Cidade Aquariana à Selva de Pedra, Quem Sou Eu? São Paulo               | 87,0   |
| 9    | Falcão do Morro Itaquerense         | São Paulo Terra de Gente Boa                                               | 86,0   |
| 10   | Paraíso do Samba                    | Theatro Municipal nos 450 Anos de São Paulo                                | 72,0   |

### Grupo de Espera
Os desfiles do grupo de espera ocorreram nos dias 22 e 23 de fevereiro.
Classificação
| Legenda: Promovida Rebaixada |

| Col. | Escola                            | Enredo                                                                                          | Pontos |
| ---- | --------------------------------- | ----------------------------------------------------------------------------------------------- | ------ |
| 1    | Ermelinense                       | Berço de Heróis São Paulo 450 Anos                                                              | 98,5   |
| 2    | Mocidade Unida da Mooca           | Mooca Amore Mio - Ontem, Hoje e Sempre                                                          | 98,5   |
| 3    | Mocidade Robruense                | Sampa - Fim de Semana Chegou                                                                    | 98,5   |
| 4    | Estrela do Terceiro Milênio       | Boanoite.com                                                                                    | 98,0   |
| 5    | Tradição Albertinense             | São Paulo, 450 Anos de Braços Abertos                                                           | 97,5   |
| 6    | Acadêmicos do Jaraguá             | Se Correr os Bruxos Pegam, Se Ficar os Condes Sugam. Na Capital da Terra Brasilis               | 96,0   |
| 7    | Flor do Morro                     | A Noite Paulistana dos Bons Vivãns                                                              | 95,0   |
| 8    | Folha Azul dos Marujos            | Criança, Que os Sonhos do Papel Transformem-se em Realidade                                     | 93,0   |
| 9    | Os Bambas                         | A Periferia é o Palco                                                                           | 91,5   |
| 10   | Dragões de Vila Alpina            | Se São Paulo Tem Garoa... No Lixo Tem Coisas Boas, Reciclar é a Solução                         | 91,0   |
| 11   | Estrela Cadente                   | Encanto e Magia nas Histórias da Vovó                                                           | 69,0   |
| 12   | Comunidade Independente do Imirim | Vila Maria foi lá que me Criei e Aprendi a Batucar – Xangô, um Baluarte que Nasceu para Brilhar | 42,0   |
| 13   | Caprichosos de Vila Brasilândia   | O Circo                                                                                         | -97    |
| 14   | Paineiras do Sapopemba            | Paineira, o Retorno da Alegria Verde e Rosa, Homenageando São Paulo de Piratininga              | -79    |
| 15   | Candeia do Cangaíba               | Da Cevada ao Prazer, Se For Cerveja, Eu Quero Mais!                                             | -38,5  |
| 16   | Tradição do Campo Limpo           | Feira de Caruaru                                                                                | -32    |
| 17   | Zum Zum de Itaquera               | Casquinha ou Picolé                                                                             | -107,0 |